# Ernst Martz
Ernst Martz (* 8. Oktober 1879 in Grellingen; † 5. Mai 1959 in Arlesheim, heimatberechtigt in Münchenstein) war ein Schweizer Chemiker und Unternehmer.

## Leben und Werk

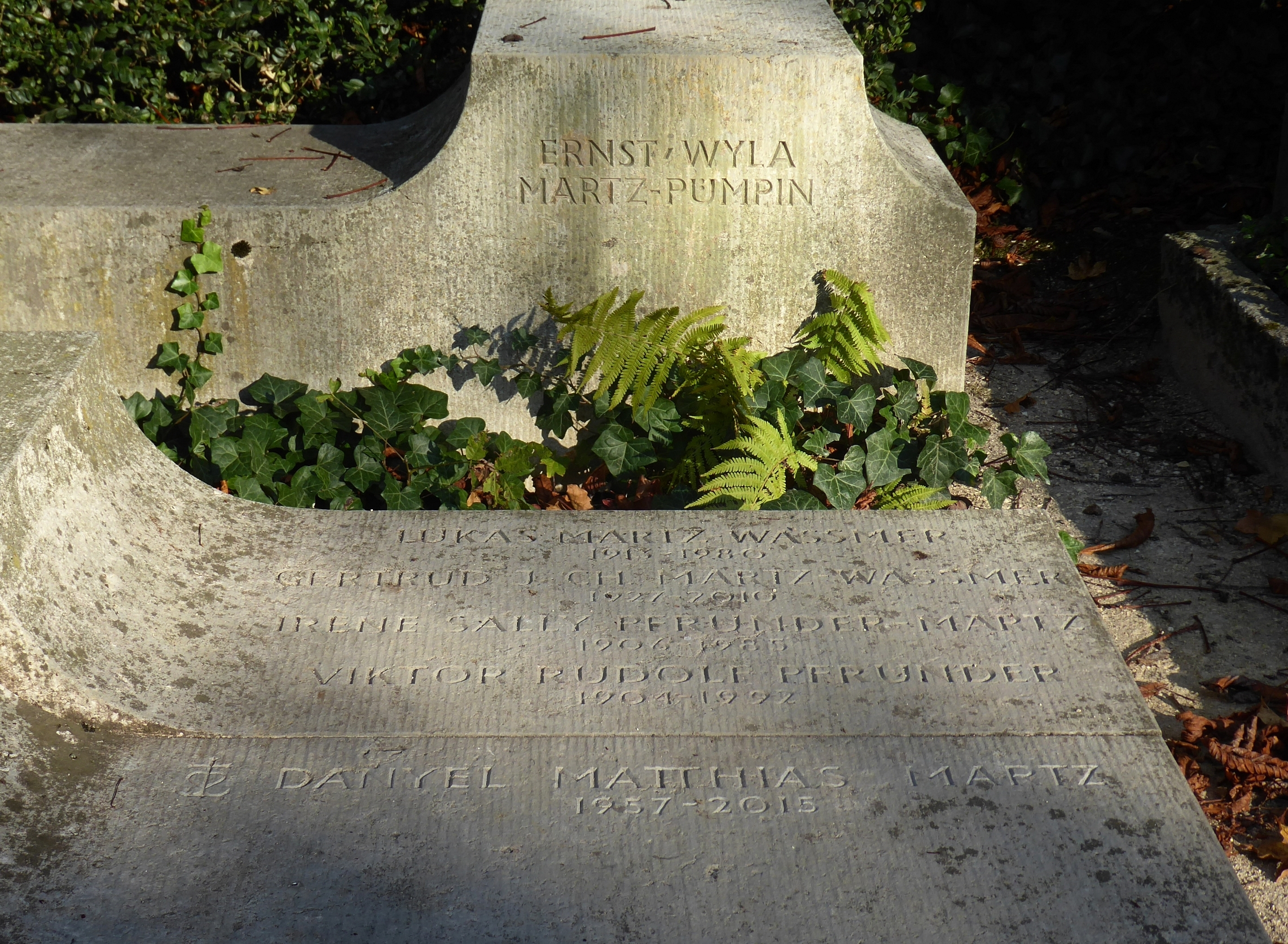
Grab auf dem Wolfgottesacker in Basel

Ernst Martz, ein Sohn des Mitbegründers der Zement- und Kalkwerke in Liesberg, studierte an der ETH Zürich Chemie. Nach erfolgreichem Abschluss des Studiums 1902 doktorierte er im folgenden Jahr an der Universität Genf.
Ab 1905 war er in leitender Stellung in der Société de Ciment d’Indochine in Vietnam tätig. 1910 wurde er in die Leitung der Zementfabrik Eskihiar in der Türkei berufen. 1913 kehrte er nach Liesberg zurück und übernahm die Leitung der Zement- und Kalkwerke. 1921 übernahm er die kaufmännische Leitung der Portland Cementfabrik und wurde gleichzeitig Mitglied des Verwaltungsrats. Als 1922 das Werk in Laufen stillgelegt und nach Liesberg verlegt wurde, gründete er zusammen mit Walter Leutwiler, Hans Scheidegger und Siegfried Ziegler 1927 die Aluminium Laufen AG. In der Folge konnte er damit die Arbeitsplätze in Laufen erhalten. Martz war Mitglied und ab 1934 Präsident des Verwaltungsrats.
Von 1921 bis 1946 war er Präsident des Vereins Schweizer Zement-, Kalk-, und Gipsfabrikanten. Zudem war er von 1935 bis 1954 Verwaltungsratspräsident der Holderbank Financière S. A. und ab 1934 Vizepräsident der Société des Chaux et Ciments de la Suisse Romands. Nach Ausbruch des Zweiten Weltkriegs wurde Martz 1939 vom Bundesrat als Leiter der Sektion Baustoffe des Kriegsindustrie- und Arbeitsamts berufen. In seiner Wohngemeinde Liesberg war er Gemeinderat, Gemeindepräsident und Mitglied in der Schulkommission.
Ernst Martz war mit Wyla (1877–1966), geborene Pümpin, verheiratet. Er fand seine letzte Ruhestätte auf dem Wolfgottesacker in Basel.